# Liste der Kulturdenkmäler in Spay
In der Liste der Kulturdenkmäler in Spay sind alle Kulturdenkmäler der rheinland-pfälzischen Ortsgemeinde Spay mit den Ortsteilen Niederspay und Oberspay aufgeführt. Grundlage ist die Denkmalliste des Landes Rheinland-Pfalz (Stand: 27. Oktober 2023).

## Denkmalzonen
| Bezeichnung                   | Lage                                                                | Baujahr                 | Beschreibung | Bild            |
| ----------------------------- | ------------------------------------------------------------------- | ----------------------- | --- | --------------- |
| Denkmalzone Ortskern Oberspay | Oberspay, Dorfstraße 4–52, Rheinufer 5–30 und Zur Bleiche 3–12 Lage | 16. bis 18. Jahrhundert | intaktes Ortsbild mit Fachwerkhäusern des 16. bis 18. Jahrhunderts innerhalb des Areals Dorfstraße, Rheinufer und Zur Bleiche | Fotos hochladen |

## Einzeldenkmäler
| Bezeichnung                                     | Lage                                                                   | Baujahr                                       | Beschreibung | Bild                           |
| ----------------------------------------------- | ---------------------------------------------------------------------- | --------------------------------------------- | --- | ------------------------------ |
| Wohnhäuser                                      | Niederspay, Alte Fischergasse 3/4 Lage                                 | 16. Jahrhundert                               | Fachwerkhäuser, teilweise massiv, im Kern aus dem 16. Jahrhundert | BW                             |
| Hofanlage                                       | Niederspay, Kieselsteinweg 10 Lage                                     | 18. oder 19. Jahrhundert                      | Hakenhof; Fachwerkhaus, 18. oder 19. Jahrhundert, Scheune, teilweise Fachwerk                                                                                        | BW                             |
| Wohnhaus                                        | Niederspay, Kieselsteinweg 12 Lage                                     | 1730                                          | Fachwerkhaus, teilweise massiv, Mansarddach, bezeichnet 1730 | BW                             |
| Wohnhaus                                        | Niederspay, Kieselsteinweg 13 Lage                                     | 18. Jahrhundert                               | Fachwerkhaus, wohl aus dem 18. Jahrhundert, ehemalige Scheune | BW                             |
| Katholische Kirche St. Lambertus                | Niederspay, Kirchgasse Lage                                            | 1898–1900                                     | neugotischer, basilikal gestaffelter Zentralbau, Ziegelbackstein, angrenzend Stufenhalle und Westturm, 1898–1900, Architekten Richard Odenthal und Carl Rüdell, Köln | weitere Bilder Fotos hochladen |
| Grabmäler                                       | Niederspay, Kirchgasse, auf dem Kirchhof Lage                          |                                               | zwei neugotische Grabmäler | BW                             |
| Wohnhaus                                        | Niederspay, Kirchgasse 7 Lage                                          | Ende des 17. oder Anfang des 18. Jahrhunderts | Fachwerkhaus, teilweise massiv, Ende des 17. oder Anfang des 18. Jahrhunderts                                                                                        | BW                             |
| Wohnhaus                                        | Niederspay, Salmgasse 9 Lage                                           | 16. Jahrhundert                               | Fachwerkhaus, teilweise massiv, Krüppelwalmdach, im Kern aus dem 16. Jahrhundert, Fachwerkremise; Gesamtanlage                                                       | Fotos hochladen                |
| Wohnhaus                                        | Niederspay, Salmgasse 11 Lage                                          | 1717                                          | Fachwerkhaus, bezeichnet 1717 | Fotos hochladen                |
| ehemalige katholische Pfarrkirche St. Lambertus | Niederspay, Zehnthofstraße Lage                                        | 1670                                          | Saalbau, bezeichnet 1670, Fundamente des Westturmes vermutlich älter                                                                                                 | Fotos hochladen                |
| Brunnen                                         | Niederspay, Zehnthofstraße                                             | Ende des 19. Jahrhunderts                     | Schwengelpumpe, Gusseisen, Rheinböller Hütte, Ende des 19. Jahrhunderts                                                                                              | Fotos hochladen                |
| Zehnthof                                        | Niederspay, Zehnthofstraße 8 Lage                                      | Anfang des 18. Jahrhunderts                   | ehemaliger Zehnthof; Krüppelwalmdachbau, Anfang des 18. Jahrhunderts, Anbau mit Loggia; Gesamtanlage mit Garten                                                      | BW                             |
| Wohnhaus                                        | Niederspay, Zehnthofstraße 21 Lage                                     | Ende des 18. Jahrhunderts                     | Fachwerkhaus, Ende des 18. Jahrhunderts | BW                             |
| Wohnhaus                                        | Niederspay, Zehnthofstraße 31 Lage                                     | 1711                                          | Fachwerkhaus, bezeichnet 1711, wohl eher aus dem 19. Jahrhundert | BW                             |
| Wohnhaus                                        | Niederspay, Zehnthofstraße 39/41 Lage                                  | 17. Jahrhundert                               | L-förmiges Fachwerk-Doppelhaus, teilweise massiv, 17. Jahrhundert; L-förmiger Fachwerkanbau, 18. Jahrhundert; Grenzstein, bezeichnet 1678                            | BW                             |
| Pfarrhaus                                       | Niederspay, Zehnthofstraße 47 Lage                                     | um 1900                                       | ehemaliges Pfarrhaus; Backsteinbau, Walmdach, um 1900 | BW                             |
| Brunnen                                         | Niederspay, Zehnthofstraße, Ecke Kieselsteinweg Lage                   | Ende des 19. Jahrhunderts                     | Schwengelpumpe, Gusseisen, Rheinböller Hütte, Ende des 19. Jahrhunderts                                                                                              | Fotos hochladen                |
| Muttergotteskapelle                             | Niederspay, westlich des Ortes; Distrikt Auf dem Muttergottesberg Lage | 18. oder 19. Jahrhundert                      | Bruchsteinbau mit Dachreiter, 18. oder 19. Jahrhundert | weitere Bilder Fotos hochladen |
| Wohnhaus                                        | Oberspay, Am Zenthof 1 Lage                                            | 1675                                          | Fachwerkhaus, teilweise massiv, 17. Jahrhundert | Fotos hochladen                |
| Wohnhaus                                        | Oberspay, Am Zenthof 2a Lage                                           | 18. Jahrhundert                               | Fachwerkhaus, 18. Jahrhundert | BW                             |
| Wohnhaus                                        | Oberspay, Backhausgasse 6 Lage                                         | 1664                                          | dreigeschossiges Fachwerkhaus, teilweise massiv, bezeichnet 1664, Ökonomietrakt, 19. Jahrhundert; Gesamtanlage                                                       | BW                             |
| Wohnhaus                                        | Oberspay, Bahnhofstraße 7 Lage                                         | 18. Jahrhundert                               | Fachwerkhaus, teilweise massiv, Krüppelwalmdach, 18. Jahrhundert | BW                             |
| Wohnhaus                                        | Oberspay, Bahnhofstraße 9 Lage                                         | 1728                                          | Fachwerkhaus, teilweise massiv, bezeichnet 1728 | BW                             |
| Wohnhaus                                        | Oberspay, Brunnengasse 2 Lage                                          | 1670                                          | Fachwerkhaus, teilweise massiv, Krüppelwalmdach, bezeichnet 1670; bauliche Gesamtanlage mit separater Scheune                                                        | BW                             |
| Wohnhaus                                        | Oberspay, Burggasse 1 Lage                                             | 18. Jahrhundert                               | Fachwerkhaus, teilweise massiv, im Kern wohl aus dem 18. Jahrhundert, Überformung im 19. Jahrhundert                                                                 | BW                             |
| Wohnhaus                                        | Oberspay, Dorfstraße 4 Lage                                            | 18. Jahrhundert                               | Fachwerkhaus, teilweise massiv, Krüppelwalmdach, 18. Jahrhundert | BW                             |
| Wohnhaus                                        | Oberspay, Dorfstraße 10 Lage                                           | 1713                                          | Fachwerkhaus, abgewalmtes Mansarddach, bezeichnet 1713 | BW                             |
| Wohnhaus                                        | Oberspay, Dorfstraße 12 Lage                                           | 1687                                          | Fachwerkhaus, teilweise massiv, Krüppelwalmdach, bezeichnet 1687 | BW                             |
| Wohnhaus                                        | Oberspay, Dorfstraße 13 Lage                                           | 17. oder 18. Jahrhundert                      | Fachwerkhaus, 17. oder 18. Jahrhundert | BW                             |
| Heiligenhäuschen                                | Oberspay, Dorfstraße, vor Nr. 15 Lage                                  |                                               | Heiligenhäuschen | BW                             |
| Wohnhaus                                        | Oberspay, Dorfstraße 19 Lage                                           | 19. Jahrhundert                               | Fachwerkhaus, 19. Jahrhundert | BW                             |
| Wohnhaus                                        | Oberspay, Dorfstraße 22 Lage                                           | 17. oder 18. Jahrhundert                      | Fachwerkhaus, teilweise massiv, 17. oder 18. Jahrhundert | BW                             |
| Wohnhaus                                        | Oberspay, Dorfstraße 24 Lage                                           | erste Hälfte des 17. Jahrhunderts             | Fachwerkhaus, erste Hälfte des 17. Jahrhunderts | BW                             |
| Wohnhaus                                        | Oberspay, Dorfstraße 26 Lage                                           | Ende des 17. oder Anfang des 18. Jahrhunderts | Fachwerkhaus, teilweise massiv, Krüppelwalmdach, Ende des 17. oder Anfang des 18. Jahrhunderts                                                                       | BW                             |
| Wohnhaus                                        | Oberspay, Dorfstraße 28 Lage                                           | 1626                                          | Fachwerkhaus, bezeichnet 1626 | BW                             |
| Wohnhaus                                        | Oberspay, Dorfstraße 29 Lage                                           | 1723                                          | Fachwerkhaus, teilweise massiv, bezeichnet 1723; Gesamtanlage mit Scheune                                                                                            | Fotos hochladen                |
| Wohnhaus                                        | Oberspay, Dorfstraße 32 Lage                                           | 18. Jahrhundert                               | Fachwerkhaus, 18. Jahrhundert | BW                             |
| Wohnhaus                                        | Oberspay, Dorfstraße 33 Lage                                           | 17. Jahrhundert                               | Fachwerkhaus, 17. Jahrhundert, rückwärtig Fachwerkhaus, 19. Jahrhundert                                                                                              | BW                             |
| Wohnhaus                                        | Oberspay, Dorfstraße 34 Lage                                           | 17. Jahrhundert                               | Fachwerkhaus, Krüppelwalmdach, 17. Jahrhundert | Fotos hochladen                |
| Wohnhaus                                        | Oberspay, Dorfstraße 38 Lage                                           | 18. Jahrhundert                               | Fachwerkhaus, 18. Jahrhundert | BW                             |
| Wohnhaus                                        | Oberspay, Dorfstraße 50 Lage                                           | Ende des 17. oder Anfang des 18. Jahrhunderts | Fachwerkhaus, Krüppelwalmdach, Ende des 17. oder Anfang des 18. Jahrhunderts                                                                                         | BW                             |
| Wohnhaus                                        | Oberspay, Dorfstraße 52 Lage                                           | 18. Jahrhundert                               | Fachwerkhaus, teilweise massiv, Mansarddach, 18. Jahrhundert | BW                             |
| Katholische Kapelle St. Peter und Paul          | Oberspay, Mainzer Straße, neben Nr. 2 Lage                             |                                               | Saalbau mit Dachreiter, um 1300; bauzeitliche Ausmalung | weitere Bilder Fotos hochladen |
| Erker                                           | Oberspay, Mainzer Straße, an Nr. 31 Lage                               | 1626                                          | Fenstererker, bezeichnet 1626, lt. Schulchronik von einem Haus in Peterspay                                                                                          | BW                             |
| Wohnhaus                                        | Oberspay, Rheinstraße 7, Dorfstraße 2 Lage                             | 17. Jahrhundert                               | Fachwerkhaus, teilweise massiv, 17. Jahrhundert, rückwärtig Fachwerkhaus, teilweise massiv, 19. Jahrhundert                                                          | BW                             |
| Wohnhaus                                        | Oberspay, Rheinstraße 12 Lage                                          | 17. oder 18. Jahrhundert                      | Fachwerkhaus, teilweise massiv, 17. oder 18. Jahrhundert, Ergänzung im 19. Jahrhundert                                                                               | BW                             |
| Wohnhaus                                        | Oberspay, Rheinufer 6 Lage                                             | 17. Jahrhundert                               | L-förmiges Fachwerkhaus, teilweise massiv, 17. Jahrhundert | Fotos hochladen                |
| Wohnhaus                                        | Oberspay, Rheinufer 9 Lage                                             | 1742                                          | Mansardwalmdachbau, bezeichnet 1742 | Fotos hochladen                |
| Wohnhaus                                        | Oberspay, Rheinufer 10 Lage                                            | 1687                                          | Fachwerkhaus, teilweise massiv, bezeichnet 1687, Fenstererker von 1928                                                                                               | Fotos hochladen                |
| Wohnhaus                                        | Oberspay, Rheinufer 11 Lage                                            |                                               | Fachwerkhaus, teilweise massiv | BW                             |
| Wohnhaus                                        | Oberspay, Rheinufer 12 Lage                                            | 1726                                          | Fachwerkhaus, teilweise massiv, verkleidet, bezeichnet 1726 | BW                             |
| Wohnhaus                                        | Oberspay, Rheinufer 13, An der Schmiede 3 Lage                         | 18. Jahrhundert                               | Fachwerkhaus, teilweise massiv, abgewalmtes Mansarddach, wohl aus dem 18. Jahrhundert                                                                                | BW                             |
| Wohnhaus                                        | Oberspay, Rheinufer 15 Lage                                            | 18. Jahrhundert                               | Fachwerkhaus, teilweise massiv, 18. Jahrhundert | BW                             |
| Wohnhaus                                        | Oberspay, Rheinufer 16 Lage                                            | 18. Jahrhundert                               | Fachwerkhaus, teilweise massiv, 18. Jahrhundert | BW                             |
| Wohnhaus                                        | Oberspay, Rheinufer 17 Lage                                            | 17. oder 18. Jahrhundert                      | Fachwerkhaus, teilweise massiv, im Kern aus dem 17. oder 18. Jahrhundert                                                                                             | BW                             |
| Wohnhaus                                        | Oberspay, Rheinufer 18 Lage                                            | 1719                                          | Fachwerkhaus, teilweise massiv, bezeichnet 1719 und 1739 | Fotos hochladen                |
| Wohnhaus                                        | Oberspay, Rheinufer 19/20 Lage                                         | 1686                                          | stattliches Fachwerkhaus, teilweise massiv, Krüppelwalmdach, bezeichnet 1686                                                                                         | Fotos hochladen                |
| Wohnhaus                                        | Oberspay, Rheinufer 23 Lage                                            | 1701                                          | Fachwerkhaus, bezeichnet 1701, Fachwerkerweiterung, Mansarddach, 18. Jahrhundert                                                                                     | Fotos hochladen                |
| Gasthaus Zum Anker                              | Oberspay, Rheinufer 25 Lage                                            | 1766                                          | Fachwerkbau, teilweise massiv, Mansardwalmdach, bezeichnet 1766 | Fotos hochladen                |
| Wohnhaus                                        | Oberspay, Rheinufer 26 Lage                                            | 1684                                          | Fachwerkhaus, teilweise massiv, bezeichnet 1684; Gesamtanlage mit Fachwerkscheune                                                                                    | Fotos hochladen                |
| Grenzsteine und Kreuz                           | Oberspay, Rheinufer, bei Nr. 28 Lage                                   |                                               | Grenzsteine; Kreuzfragment, bezeichnet 1704 | Fotos hochladen                |
| Wohnhaus                                        | Oberspay, Rheinufer 30 Lage                                            | 1731                                          | Fachwerkhaus, teilweise massiv, Mansarddach, bezeichnet 1731, 1732 und 1769, Fachwerkremise; Gesamtanlage                                                            | Fotos hochladen                |
| Hofanlage                                       | Oberspay, Zur Bleiche 1 Lage                                           | 1680                                          | Hofreite; Fachwerkhäuser, teilweise massiv, Krüppelwalmdächer, bezeichnet 1680                                                                                       | BW                             |
| Wohnhaus                                        | Oberspay, Zur Bleiche 3 Lage                                           | 19. oder 20. Jahrhundert                      | Fachwerkhaus, teilweise massiv, 19. oder 20. Jahrhundert | BW                             |
| Wohnhaus                                        | Oberspay, Zur Bleiche 9 Lage                                           | 1669                                          | Fachwerkhaus mit Krüppelwalmdach, bezeichnet 1669, rechtwinklig anstoßend Fachwerkerweiterung                                                                        | BW                             |
| Wohnhaus                                        | Oberspay, Zur Bleiche 10 Lage                                          |                                               | Fachwerkhaus, teilweise massiv, Hofeinfahrt, Brunnen | BW                             |
| Wohnhaus                                        | Oberspay, Zur Bleiche 12 Lage                                          | 18. Jahrhundert                               | Fachwerkhaus, 18. Jahrhundert | BW                             |
| Heiligenhäuschen                                | Oberspay, nördlich des Ortes an der B 9 Lage                           | 18. oder 19. Jahrhundert                      | Heiligenhäuschen, wohl aus dem 18. oder 19. Jahrhundert; Vesperbild                                                                                                  | Fotos hochladen                |

## Ehemalige Kulturdenkmäler
| Bezeichnung | Lage                                       | Baujahr         | Beschreibung                                                             | Bild |
| ----------- | ------------------------------------------ | --------------- | ------------------------------------------------------------------------ | ---- |
| Wohnhaus    | Niederspay, Zehnthofstraße, zu Nr. 52 Lage | 18. Jahrhundert | Fachwerkhaus, 18. Jahrhundert; aus Denkmalliste gelöscht und abgebrochen | BW   |